# Lisna trichinalis
Lisna trichinalis är en spindelart som först beskrevs av Benoit 1979.  Lisna trichinalis ingår i släktet Lisna och familjen dansspindlar.
Artens utbredningsområde är Seychellerna. Inga underarter finns listade i Catalogue of Life.